# Маркграфский театр
Маркграфский театр (нем. Markgräfliches Opernhaus) — придворный оперный театр середины XVIII века в баварском городе Байройте (в то время столице одноимённого княжества). Ввиду исключительной сохранности, в июне 2012 года был объявлен на 36 сессии Комитета Всемирного наследия ЮНЕСКО, проходившей в Санкт-Петербурге, памятником Всемирного наследия.
Здание театра было построено в 1744—1748 годах в стиле барокко по проекту архитектора Жозефа Сен-Пьера и по праву считается жемчужиной так называемого байрейтского рококо. Его строительство было приурочено к бракосочетанию Елизаветы Фридерики Софии Бранденбург-Байрейтской, дочери маркграфа Фридриха III Бранденбург-Байрейтского, с герцогом Карлом Евгением Вюртембергским. Интерьер был создан декораторами Джузеппе Галли-Бибиена и его сыном Карло в стиле позднего барокко.
Большой размер сцены, её глубина в 27 м, наибольшая в Германии того времени, привлекла Рихарда Вагнера, но под его руководством, тем не менее, на севере города был построен Фестивальный театр.
Ежегодно с 1994 года в Маркграфском театре проводится Байройтский пасхальный фестиваль, а с 2000 года в сентябре — Байройтский фестиваль барокко.

Фасад
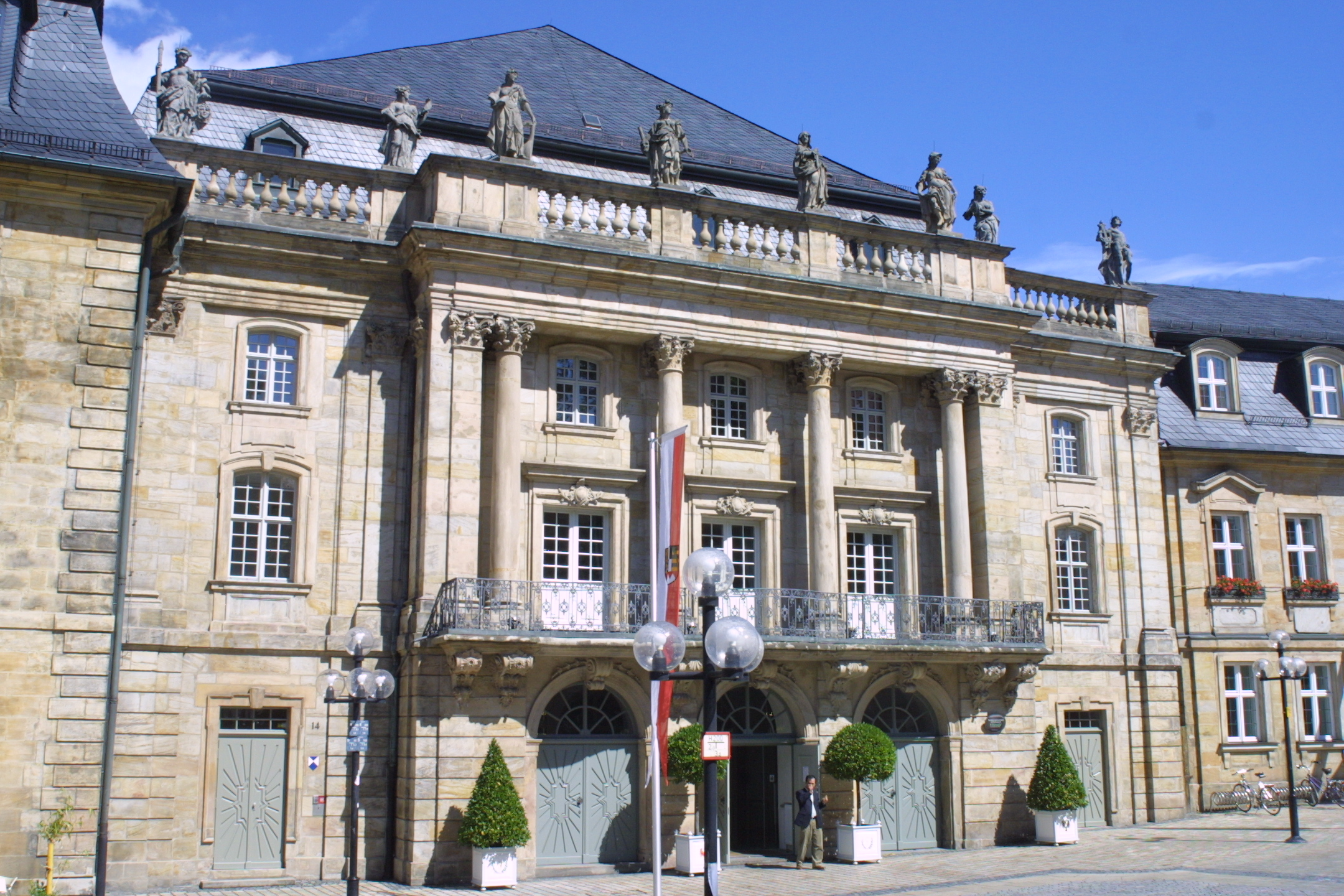
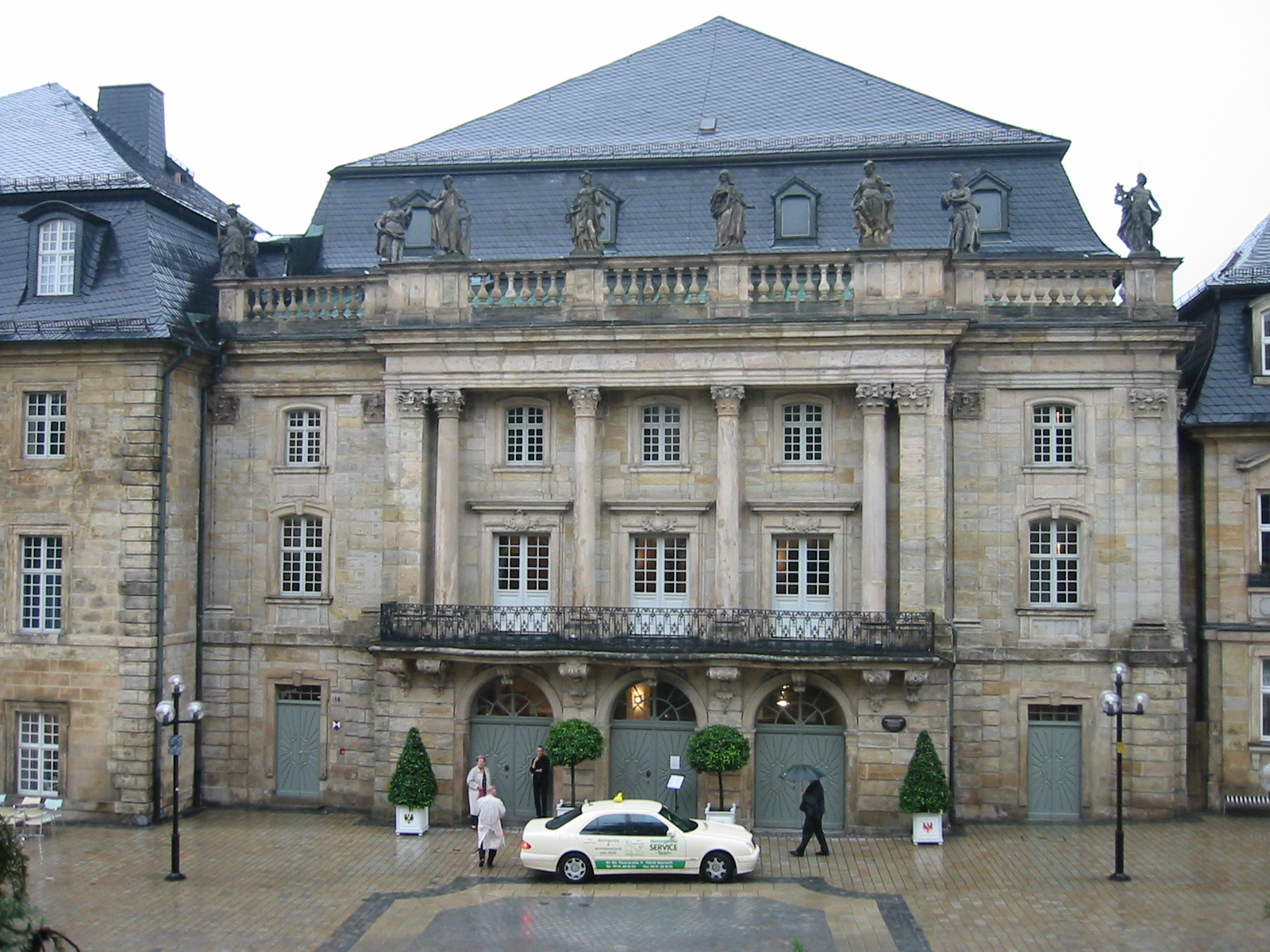
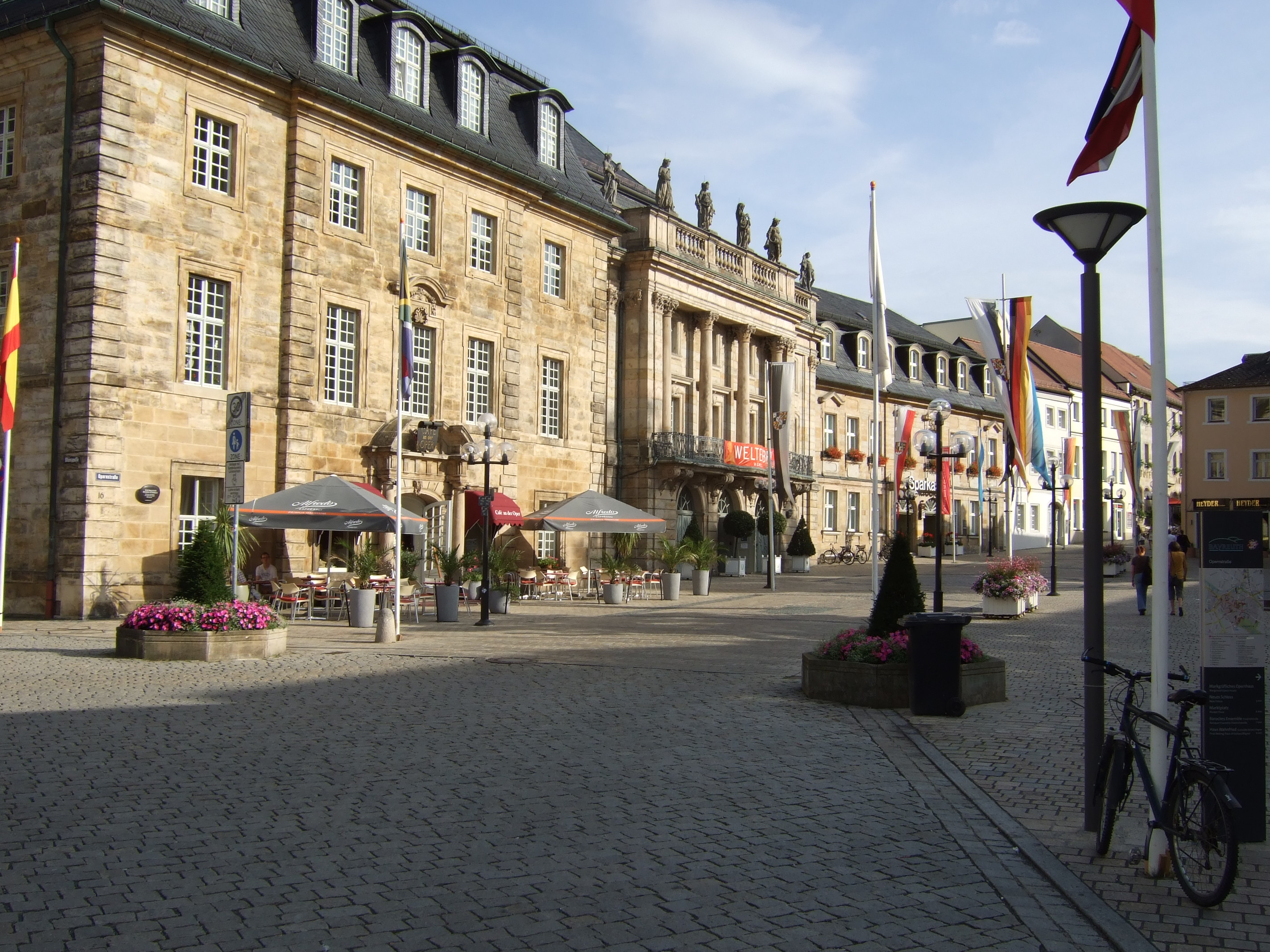
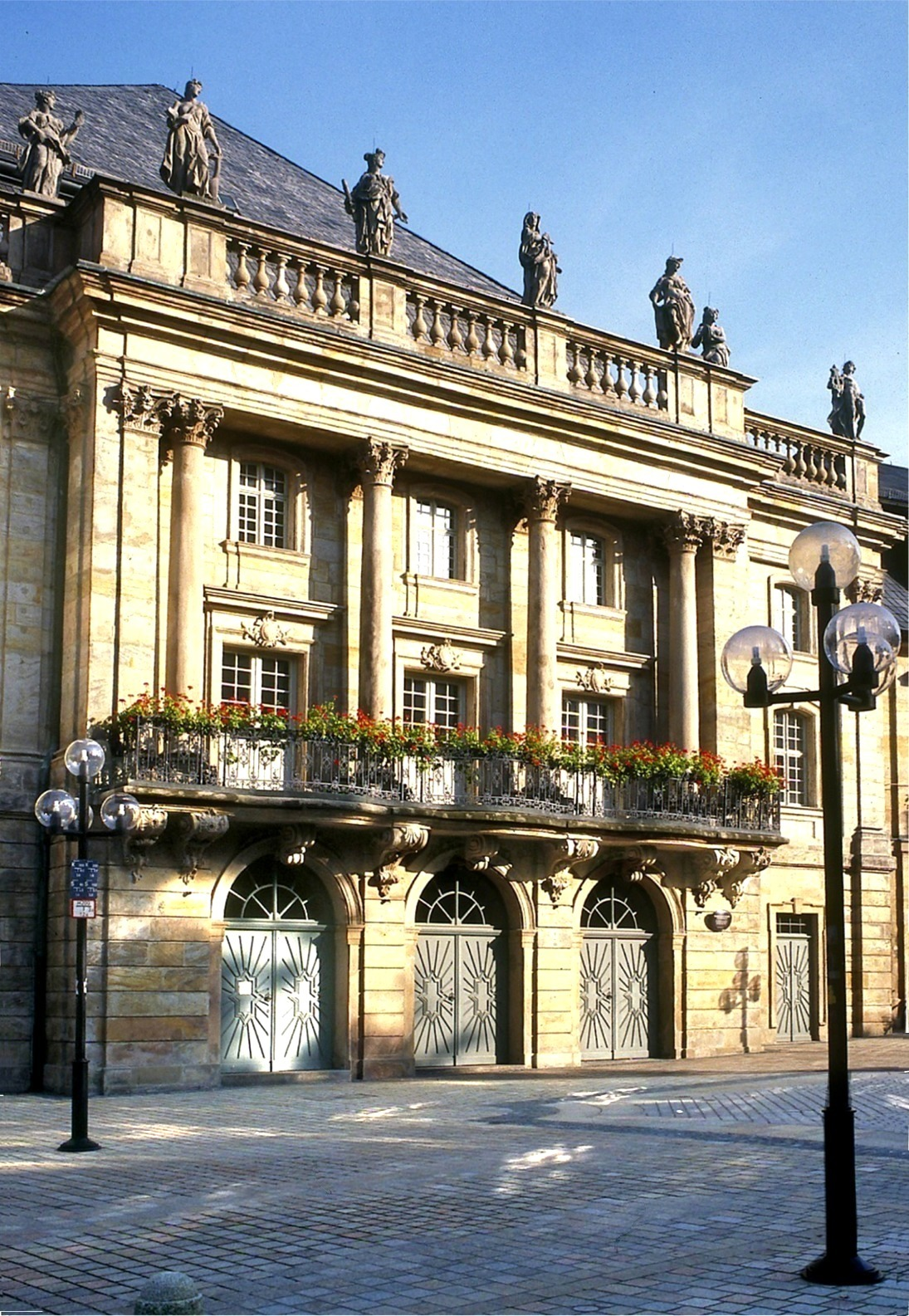